# Taslechai
Taslechai (em turco: Taşlıçay), Daslechai (em azeri: Daşlıçay), Avequevir (em curdo: Avkevir) é uma cidade e distrito da Turquia, na província de Are e na região da Anatólia Oriental. O distrito tem 822 km² de área e em dezembro de 2021 tinha 19 321 habitantes (densidade: 23,5 hab./km²), dos quais 6 140 na sua capital.

## Geografia
O lago Atar está localizado a 38 quilômetros do centro de Taslechai e perto da fronteira com Erjixe.

### Subdivisões
O distrito é formado pelo município de Taslechai (belde) e 37 aldeias (köy):
- Alacochelu (Alakoçlu)
- Aras
- Axaedumanle (Aşağıdumanlı)
- Axaeduzmeidane (Aşağıdüzmeydan)
- Axaessene (Aşağıesen)
- Axaetoclu (Aşağıtoklu)
- Balchicheque (Balçiçek)
- Baieralte (Bayıraltı)
- Bairamiaze (Bayramyazı)
- Boiunjaque (Boyuncak)
- Canele (Kağnılı)
- Caragoz (Karagöz)
- Chourlu (Çöğürlü)
- Choquelgue (Çökelge)
- Cumelubujaque (Kumlubucak)
- Cumeluja (Kumluca)
- Dilequiaze (Dilekyazı)
- Duzgorene (Düzgören)
- Equiamache (Ikiyamaç)
- Guechiteverene (Geçitveren)
- Gozuja (Gözucu)
- Gundodu (Gündoğdu)
- Guneissoute (Güneysöğüt)
- Ianaliol (Yanalyol)
- Iancaia (Yankaya)
- Iardemejelar (Yardımcılar)
- Iassecaia (Yassıkaya)
- Ieltepe (Yeltepe)
- Iucaredumanle (Yukarıdumanlı)
- Iucareduzmeidane (Yukarıdüzmeydan)
- Iucaressene (Yukarıesen)
- Iucaretaslechai (Yukarıtaşlıçay)
- Iucaretoclu (Yukarıtoklu)
- Samaniolu (Samanyolu)
- Tanreverdi (Tanrıverdi)
- Taniolu (Tanyolu)
- Tastequer (Taşteker)